# 文正の政変
文正の政変（ぶんしょうのせいへん）は、文正元年（1466年）9月6日に室町幕府8代将軍足利義政の側近伊勢貞親と季瓊真蘂らが諸大名の反発で追放された事件である。この政変で義政は側近を中心とした親政を行えなくなり、残った諸大名は応仁の乱を起こしていく。

## 経過

### 背景
将軍足利義政は将軍の専制政治を確立しようとして乳父で政所執事の伊勢貞親と鹿苑院蔭涼軒主季瓊真蘂を登用、諸大名への内政干渉を図った。享徳3年（1454年）に畠山持国の息子義就と甥の政久が争い細川勝元と山名宗全が政久を支持した際、義政は義就を支持、宗全を隠居させた隙に義就が上洛、翌年の持国死去の家督相続を認め近臣に取り立てた。また、不知行地還付政策で寺社本所領の回復及び守護と国人の繋がりの制限を図る一方、関東で反抗した古河公方足利成氏討伐のため越前・尾張・遠江守護斯波義敏や奥州の大名に動員を命じた。
ところが、それらは頓挫していった。義就は義政の意向と称して政久追討をしながら大和の軍事介入と土地の横領をしたため義政の信頼を失い、宗全が復権した影響もあって寛正元年（1460年）に家督を政久の弟政長に替えられ吉野に没落、勝元の支持を受けた政長は寛正5年（1464年）に勝元の後任の管領に就任した。関東の派遣も義敏と執事の甲斐常治が越前で長禄合戦を起こし、義敏が命令に従わず越前の常治派討伐を優先したため、義政は義敏を追放、義敏の息子松王丸を当主に交替させた（武衛騒動）が、斯波軍が関東に出陣しなかったため奥州の諸大名の信用を失い、以後奥州大名は幕府の命令に従わず関東に出陣しなかった。
義政は相次ぐ政策の失敗により方針を転換、派閥の結成を目論んだ。

### 守護大名家への介入
寛正2年（1461年）、義政は斯波氏の家督を交替させて松王丸を廃立、遠縁で渋川氏出身の義廉を当主に据えた。この意図は義廉の父渋川義鏡が幕府によって新たな鎌倉公方として関東に送られた義政の異母兄の堀越公方足利政知の執事であり、寛正元年の駿河守護今川範忠の帰国で戦力が減った影響から義鏡を斯波氏当主の父として斯波軍を動員できるようにする狙いがあった。だが、寛正3年（1462年）に義鏡が関東で幕府方として古河公方と対峙していた扇谷上杉家と相模の権益を巡って対立、失脚したためその意義が薄れていた。
寛正4年（1463年）、母の日野重子の死去で大赦を行い、義就と義敏を赦免した。更に寛正6年（1465年）10月、勝元の要請で伊予の河野通春討伐に逆らい通春を支援した大内政弘に討伐命令を下したが、密かに政弘を支援した上、政弘の元にいた義敏に貞親と真蘂を通して上洛を命じ、12月29日に上洛した義敏は翌30日に実父の斯波持種とともに義政と対面（『蔭涼軒日録』、『大乗院寺社雑事記』は対面を29日のこととする）して名実とともに赦免をされることになるが、これを知った義廉が義政に迫って30日付で義廉が引き続き領国を支配し、義敏の被官が勝手な行動をすることを禁じる幕府の奉行人奉書が出された。奉書を受けた興福寺（越前国内に荘園を持つ）の尋尊は義政の行動について「上意の儀太だ其意を得ず」（『大乗院寺社雑事記』寛正6年12月29日・30日条）と困惑を表明している。
翌文正元年（1466年）7月23日に家督を義廉から義敏に交替、7月30日に政弘も赦免した。一連の行動の真意は、幕府に逆らい一旦敵となった3人を赦免することで勝元と宗全の大名連合に対抗、幕府派に取り込む意図があった。

### 反発、合従連衡
だが、義廉はこの義政の計画に反発、大名家との派閥結成を目論んだ。義廉は関東の堀越公方補強のために斯波氏当主に置かれたが、上記の通り実父義鏡が失脚したことと、義政から斯波氏の同族である奥州探題大崎教兼との取次を命じられたが成功しなかったため、義政はかつて大崎教兼と取り次いでいた義敏の復帰を考え赦免した。危機感を抱いた義廉は義敏復帰と自分の廃立を阻止するため、諸大名の結びつきに奔走した。
寛正6年9月21日、義政は春日大社の社参で大和に下向したが、義廉も家臣の朝倉孝景と共に同行した。この時に大和の国人で義就を支援していた越智家栄が義政と対面、同年8月に挙兵した義就に朝倉孝景が太刀を送り、翌年の5月に義就派の大和国人古市胤栄が義廉の被官となっているため、赦免されたものの逼塞していた義就を取り込み、春日社参の裏で越智家栄・古市胤栄と繋がりを持ったと推定されている。8月に伊予に渡海した大内政弘が幕府に逆らったことも、政弘の義理の祖父に当たる山名宗全が連携、越智家栄の仲介で義就と繋がったと見られ、文正元年8月に宗全の娘と義廉が婚約、山名派の結成が進められた。

### 政変
斯波氏当主の交替に反発した宗全は一色義直や土岐成頼と共に義廉を支持したが、8月25日に義政は斯波氏当主となった義敏に越前・尾張・遠江3ヶ国の守護職を与え、義敏・松王丸父子は出仕した。
9月、伊勢貞親は義政の弟義視が謀反を企んでいると義政に讒言し、その殺害を訴えた。ところが、9月5日夜に義視が細川勝元邸に入り、貞親が義政に讒言して自分を殺害しようとしていると勝元に訴えた。翌6日に勝元は出仕、義政に申し開きをして、罪を問われた貞親と季瓊真蘂、義敏と赤松政則は京都から逃げた。義敏は家督問題で貞親・真蘂と繋がり、政則は真蘂と同族であり、赤松氏再興に真蘂が関わっていたからとされる。また、赤松氏一族では有馬持彦も失脚しているが、同族の有馬元家（「三魔」の一人）が失脚後に貞親の支援で有馬氏を家督を得た人物であった。
また、奉行衆の有力者である摂津之親や飯尾之種、摂津満親の娘で義政付の女房として申次を担当していた春日局も追放された。更に諸大名は伊勢氏を幕府から完全に排除することを求めたが、義政がこれには反発し、貞親の嫡男・伊勢貞宗が政所執事を継ぐことを認めさせた。

### 政変以後
側近を失った義政は独自の政治を行えなくなり、諸大名中心の政治へと移行していく。これによって義政は政務を一時放棄したため、諸大名は義視を一時的な代理として政務を遂行しているが、遅くても10月頃には後土御門天皇の大嘗祭実施を理由に義政は政務を再開した。
政変後の9月14日、斯波氏の家督は義廉に戻された一方、義敏が3ヶ国守護に任命された8月25日に義就が吉野で挙兵、政長の領国河内を攻めた。幕府は義就征討のため出陣を決めたが、義就は宗全と義廉支援の下12月に上洛、翌応仁元年（1467年）1月5日に畠山氏当主と認められ、8日に政長が管領を罷免され義廉が管領に就任、18日に上御霊神社で義就と政長が激突（御霊合戦）、敗れた政長は勝元の屋敷に匿われた。
政変の意義は、義政・貞親らの関東政策で家督交替の危機を感じた義廉が義政の政策で赦免されていた義就を取り込み、宗全とも組んで派閥を形成して貞親・真蘂・義敏を追放したことにあるが、宗全らは勝元が管領に在任していた時期に家督交替が行われていたことから勝元の関与も疑い対立、派閥形成の一因となった。一方の勝元も政長の罷免で危機感を抱き、報復のため諸大名を上洛させ、応仁の乱に繋がった。
なお、乱の原因に義政の正室日野富子が息子の足利義尚を義政の養子となった義視に対抗させるため、宗全を後見人に頼んで義視の後見人勝元と衝突したという説が一般的だが、義尚の誕生以前に宗全ら山名派が形成されたため、異説もある。そもそも、義政・富子・義視ら足利将軍家関係者と細川勝元・山名宗全ら有力守護大名の間では義尚成長までの中継ぎで義視を立てる合意が成立しつつあったのに義尚を養育していた伊勢貞親はこれを反発して義視を追い落とそうとしたのが文正の政変の原因ではないかとする見方もある。ただし、政変の結果として、義政が政務の放棄に追い込まれて一時的とは言え義視と諸大名が政務を執り始める状況を見た富子が義尚の将来にする不安から義視への対抗策を模索し始めた可能性は考えられる。